# Metamicroptera paradoxa
Metamicroptera paradoxa là một loài bướm đêm thuộc phân họ Arctiinae, họ Erebidae.